# Buick Rainier

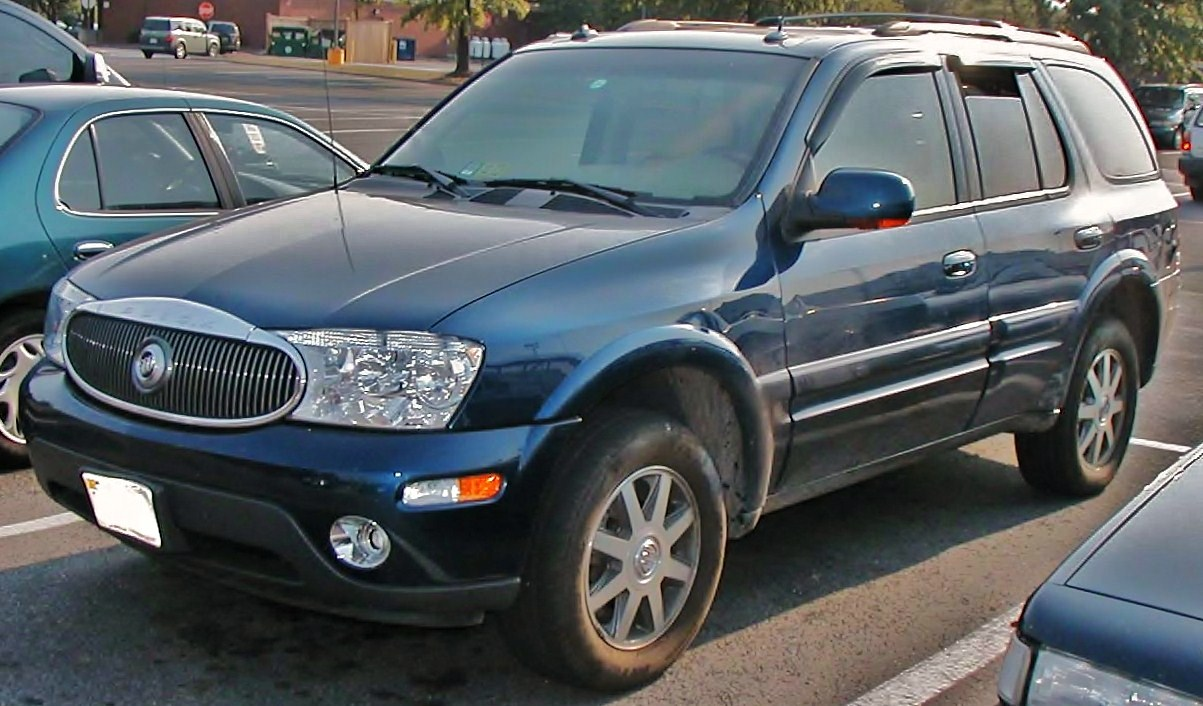
Buick Rainier del 2004-2007

El Buick Rainier és un vehicle tot camí de grandària mitjana fabricat per General Motors i venut sota la marca de Buick. El Rainier és el substitut del Oldsmobile Bravada, el primer cotxe fabricat per la tècnica boy-on-frame amb un motor V8 des del Buick Roadmaster del 1996. Tant el Buick Rendezvous com el Rainier seran substituïts pel Buick Enclave.
El Rainier usa el xassís GMT360 que comparteix amb el Chevrolet TrailBlazer i el GMC Envoy.
Dimensions del Rainier:
Batalla (Wheelbase): 2,870 m (113.0 in)
Llargada (Length): 4,912 m (193.4 in)
Amplada (Width): 1,915 m (75.4 in)
Alçada (Height): 1,892 m (74.5 in)
Capacitat del dipòsit: 83 l (22 galons EUA)
Mecànicament, s'ofereix amb una única mecànica, el 4.2L Atlas de 6 cilindres en línia que rendeix de 270 cv i un 5.3L Vortec 5300 V8 de 302 cv. La transmissió és automàtica de 4 velocitats amb sobre-marxa (overdrive). Pot elegir-se, amb tracció integral o tracció posterior (propulsió)
També s'ofereix un únic acabat, el CXL, que equipa seients de pell, la tecnologia "QuietTuning", que inclou pneumàtics que redueixen la sonoritat i una distribució d'aïllants per reduir al màxim el so que se percep a l'interior del Rainier, suspensions d'aire posteriors controlades elèctricament (com va equipar també el Bravada, "StabiliTrak", un ESC i la tecnologia OnStar.